# Права Райчиха
Права Райчиха (рос. Правая Райчиха) — село у Бурейському районі Амурської області Російської Федерації. Розташоване на території українського історичного та етнічного краю Зелений Клин.
Входить до складу муніципального утворення Успенівська сільрада. Населення становить 23 особи (2018).

## Історія
З 4 січня 1926 року до 30 липня 1930 року належало до новоутвореного Хінгано-Архаринського району Амурської округи Далекосхідного краю.
З 1935 року в результаті розукрупнення Хінгано-Архарінського району було підпорядковане Бурейському району.
З 11 листопада 2005 року органом місцевого самоврядкування є Успенівська сільрада.

## Населення
| 2002 | 2010 | 2012 | 2013 | 2014 | 2015 | 2016 |
| ---- | ---- | ---- | ---- | ---- | ---- | ---- |
| 86   | ↘46  | ↘35  | ↘34  | →34  | ↘31  | ↘28  |
| 2017 | 2018 |      |      |      |      |      |
| ↘23  | →23  |      |      |      |      |      |